# Дибгаши
Дибгаши (дарг. Дибгаши) — село в Дахадаевском районе Дагестана. Административный центр Дибгашинского сельсовета.

## Население
| 1895 | 1926 | 1939 | 1970 | 1989 | 2002  | 2010  |
| ---- | ---- | ---- | ---- | ---- | ----- | ----- |
| 527  | ↘450 | ↗508 | ↗788 | ↗837 | ↗1004 | ↗1131 |
| 2021 |      |      |      |      |       |       |
| ↘978 |      |      |      |      |       |       |

## Название
Недалеко от нынешнего села на высокой скале когда-то находилось село и стояла крепость с крепкими стенами и одними воротами. Исследователь Р. Таинов пишет:
«Из-за этого, видимо, село называлось Дибгаши „Крепкое село“, где дибга, дибгел, дибгаси „крепкое“, ши „село“. С переходом на новое и более удобное место сохранилось прежнее название Дибгаши».

## Достопримечательности

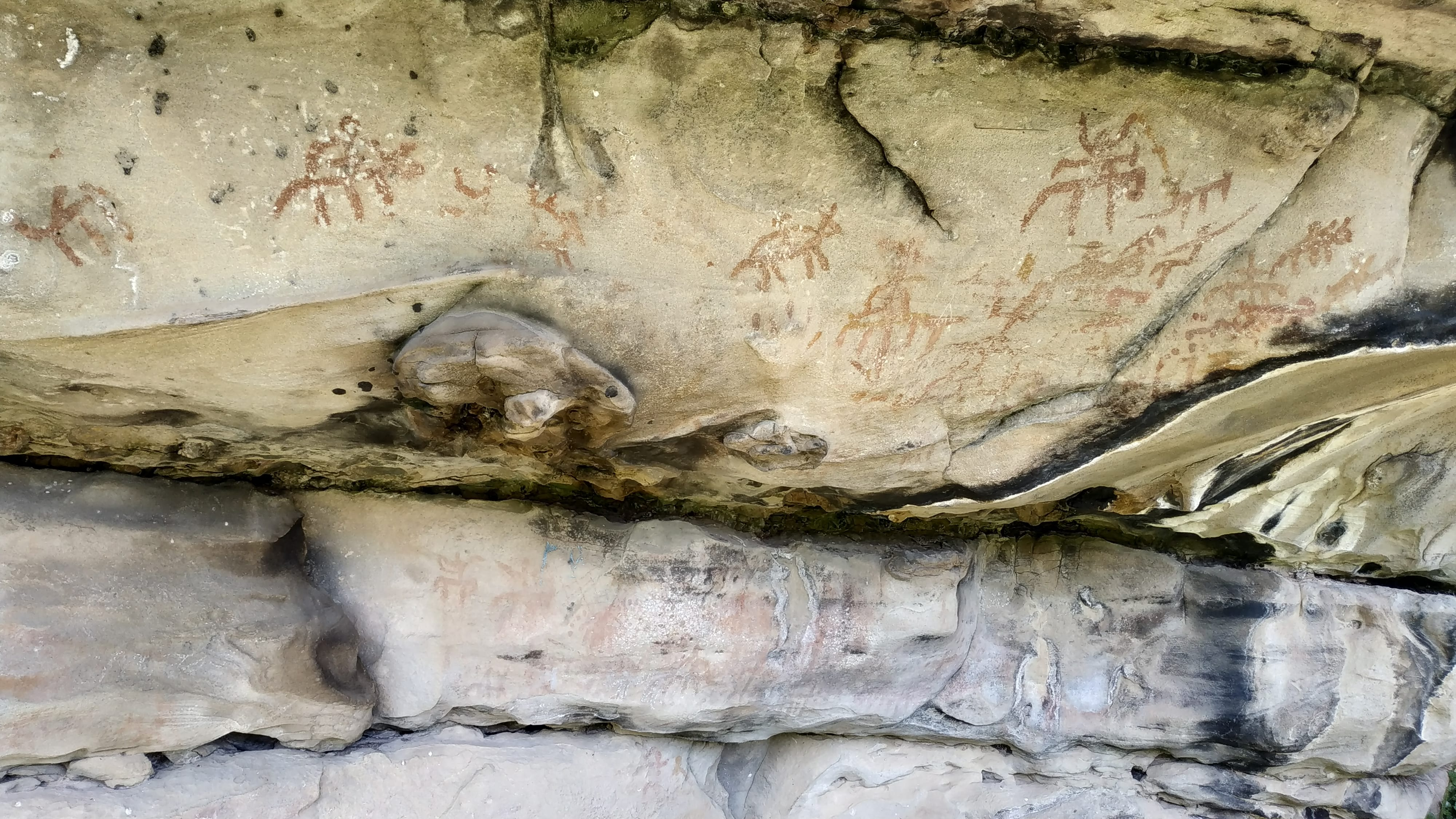
Наскальные рисунки в окрестностях Дибгаши

В окрестностях селения можно увидеть наскальные надписи.

## История
Село упоминается ещё со времен арабского завоевания Дагестана. В 886 году правитель Дербента Мухаммад ибн Хашим «напал на территорию Шандана и покорил принадлежащие к ней населенные пункты Д.нк.с.(Дибгаши) и Ш.л.шли (Чишили)». В 938 году правитель Дербента Абд ал-Малик ибн Сурака послал на Шандан своего помощника Абу-ал-Фавариса с конным отрядом из дербентцев и хайдакцев, после чего тот завладел Дибгаши. 
В. Минорский считал Дибгаши важным стратегическим пунктом даргинцев, исходя только из источниковедческого и картографического анализа места расположения этого села.
Село было частью вольного общества Муйра в составе Кайтагского уцмийства
.

## Известные уроженцы
- Рабаданов Сулейман Рабаданович (1932—1995) — даргинский писатель, поэт и драматург. Народный поэт Дагестана[13].

- Аммаев Абдул Саидович  (10 июля 1987) — узбекистанский и российский борец вольного стиля.
- Абдуллабеков Магомедтагир Арсенович (23 августа 1996г.р.) - российский боец (чемпион всероссийских турниров по армейскому рукопашному бою, чемпион мира по ММА в версии Open FC)